# Средняя Франкония
Средняя Франкония (нем. Mittelfranken, бав. Middlfrankn) — один из семи административных округов (нем. Regierungsbezirk) земли Свобо́дное госуда́рство Бава́рия в Германии (ФРГ).
Является одной из трёх частей исторической области Франконии.
По данным на 31 декабря 2015 года:
- территория — 724 489,39 га;[3]
- население  — 1 738 686 чел.;[4]
- плотность населения — 239,99 чел./км2;
- землеобеспеченность с учётом внутренних вод — 4166,88 м2/чел.

## История
На начало XX столетия, Франкония Средняя, округ в Баварском королевстве Германской империи. На 1919 год, на площади 7 590 кв. км. проживало с 948 175 жителей. Значительная часть королевского округа была покрыта горами (Штейгервальд, Франкенгеэ, Франконская Юра). 
Франкония Средняя, с главным городом Ансбах, была одной из самых плодородных местностей Королевства Бавария. В округе земледелие стояло на высокой степени развития, особенно в окрестностях Нюренберга, здесь было развито производство: хлебных растений, табака, овощей, хмеля. В округе и скотоводство было в превосходном состоянии. Ломки знаменитого литографского камня в Золенгофене. Обрабатывающая промышленность процветала особенно в городах Нюренберг и Фюрт.

## Административное деление

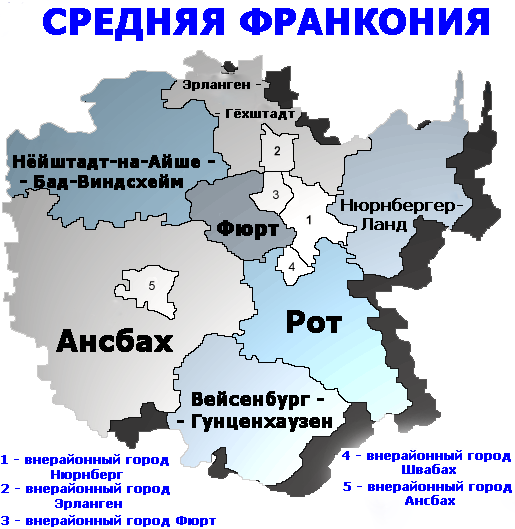

Сейчас Средняя Франкония разделена на районы (нем. «Kreise») и свободные города (нем. «Kreisfreie Städte»).
Районы:
- Ансбах
- Эрланген-Хёхштадт
- Фюрт
- Нойштадт-ан-дер-Айш-Бад-Виндсхайм
- Нюрнбергер-Ланд
- Рот
- Вайсенбург-Гунценхаузен

Свободные города:
- Ансбах
- Эрланген
- Фюрт
- Нюрнберг
- Швабах

## Население
По оценке на 31 декабря 2015 года население правительственного округа Средняя Франкония составляет 1 738 686 чел. 

| Дата      | 1840   | 1871   | 1900   | 1925   | 1939    | 1950    | 1961    | 1970    | 1987    | 2011    |
| --------- | ------ | ------ | ------ | ------ | ------- | ------- | ------- | ------- | ------- | ------- |
| Население | 502577 | 573806 | 803741 | 984106 | 1065122 | 1273030 | 1371144 | 1486389 | 1521484 | 1682297 |

| Год       | 1960    | 1970    | 1980    | 1990    | 2000    | 2009    | 2010    | 2011    | 2012    | 2013    | 2014    | 2015    |
| --------- | ------- | ------- | ------- | ------- | ------- | ------- | ------- | ------- | ------- | ------- | ------- | ------- |
| Население | 1366781 | 1498568 | 1523872 | 1598869 | 1689066 | 1710145 | 1711566 | 1688414 | 1698515 | 1707376 | 1715195 | 1738686 |